# Нижнє Синьовидне
Ни́жнє Синьови́дне — село в Україні, у Стрийському районі Львівської області. Населення становить 1113 осіб (2001 рік). Орган місцевого самоврядування — Сколівська міська рада.

## Розташування
Село розташоване у долині річки Стрий, при міжнародному автошляху М 06 та залізниці Львів — Мукачево.

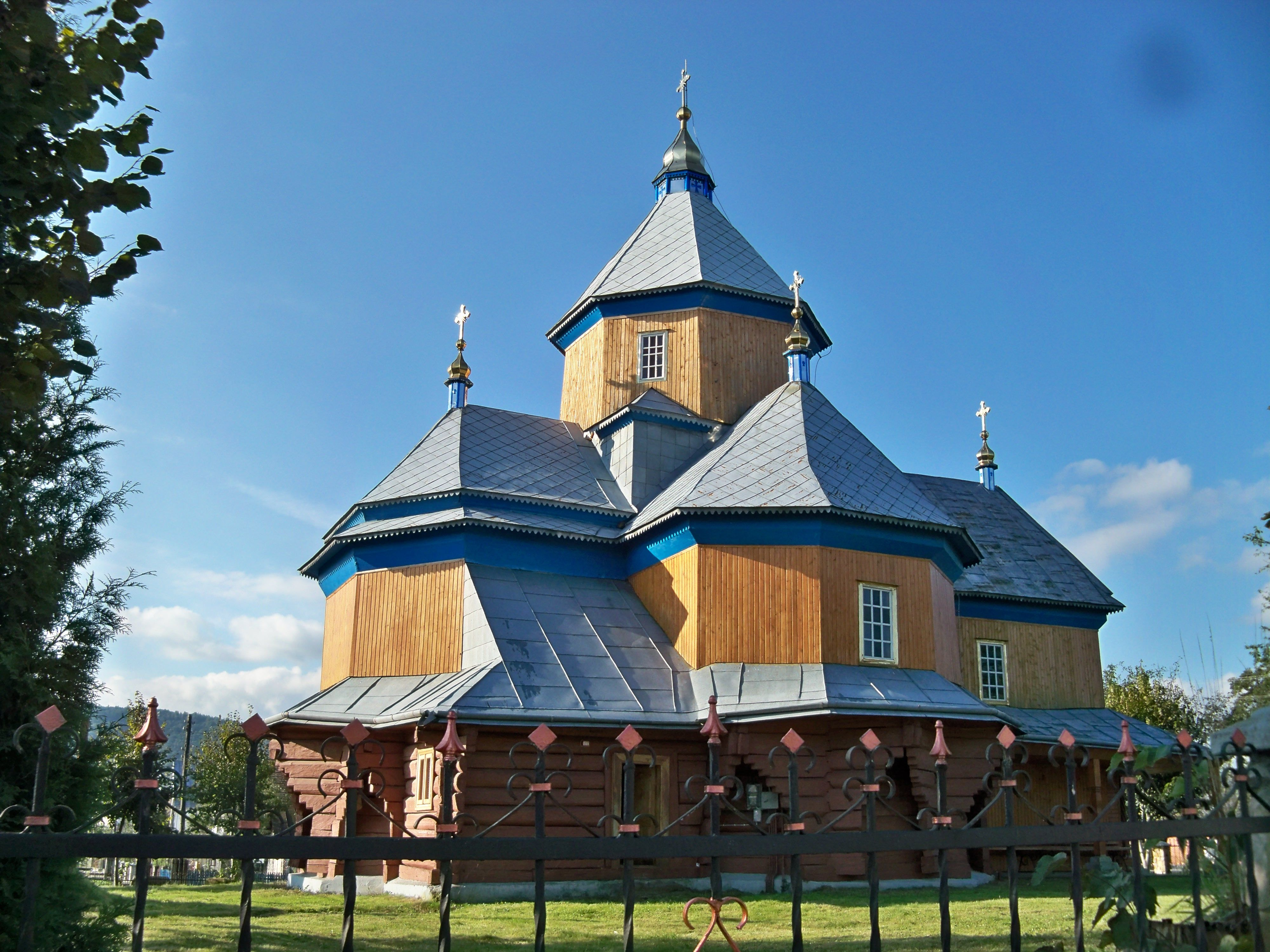
Церква Успіння. Загальний вигляд (світлина 2014 р.

Кажуть що назва Синьовидне з'явилася від двох озер внизу було нижнє озеро, відтак Нижнє Синьовидне, а зверху було Верхнє озеро, відтак Верхнє Синьовидне. Ось так і з'явилася назва Нижнє Синьовидне.
На південно-східній стороні від села потік Глибокий впадає у річку Стрий.

## Історія
Вперше Нижнє Синьовидне згадується в поборовому реєстрі Стрийського повіту 1507 р. Через село проходив стародавній шлях з Галичини в Угорщину.
У селі починається промаркований туристичний маршрут № 11, який веде вершинами Комарницького хребта.

## Населення
Згідно з переписом УРСР 1989 року чисельність наявного населення села становила 1085 осіб, з яких 501 чоловік та 584 жінки.
За переписом населення України 2001 року в селі мешкало 1096 осіб.

### Мова
Розподіл населення за рідною мовою за даними перепису 2001 року:
| Мова       | Відсоток |
| ---------- | -------- |
| українська | 99,64 %  |
| російська  | 0,27 %   |
| білоруська | 0,09 %   |

## Пам'ятки
- У Нижньому Синьовидньому знаходиться дерев'яна церква Успіння Пресвятої Богородиці (1803 року) — пам'ятка архітектури національного значення[6].
- На північний захід від села розташована комплексна пам'ятка природи місцевого значення — Комплекс мальовничих скель з лісонасадженнями на горі «Соколовець».

## Відомі мешканці

### Народилися
- Бобанич Михайло Григорович — командир куреня УПА «Бойки» в ТВ-24 «Маківка», лицар Срібного хреста бойової заслуги УПА 1 класу.
- Капало Іван — командир сотні УПА «Пролом» в ТВ-12 «Климів».
- Ценко Микола — громадський діяч, благодійник родом зі Сколівщини (Галичина). За освітою правник.